# Грайнахер, Генрих
Ге́нрих Гра́йнахер (нем. Heinrich Greinacher; 31 мая 1880, Санкт-Галлен — 17 апреля 1974, Берн) — швейцарский физик. Поставил исходные эксперименты и развил теорию магнетрона, разработал умножитель Грайнахера.

## Биография
Грайнахер был единственным ребёнком в семье сапожника Генриха Грайнахера и его жены Паулины. Он посещал школу в Санкт-Галлене и изучал физику одновременно в Женевском университете и Берлинском университете. Также, он учился на пианиста в Женевской консерватории. Будучи по рождению германским подданным, он натурализовался в Швейцарии в 1894 году. В Берлине Грайнахер посещал лекции Макса Планка и получил степень доктора наук в 1904 году под руководством Эмиля Варбурга. В 1907 он получил право на занятие профессорской должности в Цюрихском университете, а в 1912 году переехал в Цюрих на постоянное место жительства. С 1924 по 1952 год он был профессором экспериментальной физики и директором физического института в Бернском университете.

## Изобретение магнетрона
В 1912 году Грайнахер придумал магнетрон и дал фундаментальное математическое описание его работы. В 1914 он изобрёл умножитель Грайнахера (выпрямительную схему для удвоения напряжения). В 1920 он обобщил эту идею получив каскадный умножитель напряжения, и разработал методы обнаружения заряженных частиц (пропорциональный счётчик, искровая камера). В 1930-х годах, с помощью независимо открытого умножителя для исследования атомных ядер, британские исследователи открыли наведённую радиоактивность.

## Фонд
В 1988 году из имущества супружеской пары Фриды и Генриха Грайнахера в Берне был основан Фонд Генриха Грайнахера. Процентный доход фонда используется для премии Генриха Грайнахера и для поощрения молодых исследователей.

## Публикации на английском языке
- Negotiations of the Swiss Society of Natural Sciences. Issue 154 (1974), p. 239-251 (with a catalog)
- Hans Erich Hollmann:physics and technology of the ultra-waves. Volume 1 Production ultrakurzwelliger oscillations.